# صحافة التابلويد

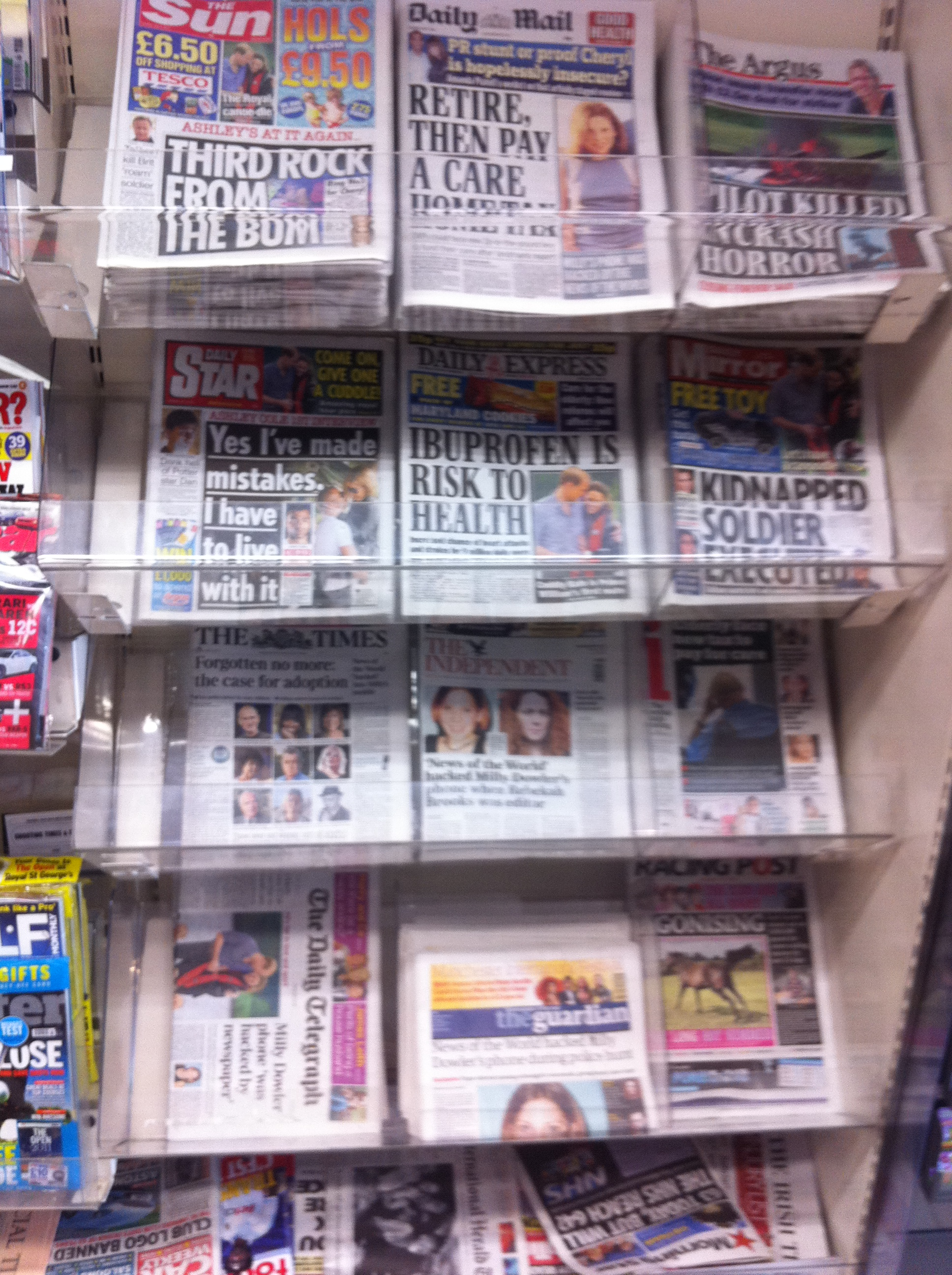
جزء من الصحف البريطانية المعروضة

صحف التابلويد أو (الصحافة الصفراء) هي أسلوب للصحافة يركز على القصص المثيرة وشائعات المشاهير ونجوم الرياضة، ووجهات النظر السياسية المتطرفة، وأخبار الوجبات السريعة والتنجيم. وعلى الرغم من ارتباطها بصحائف تابلويد أي الصحف الصغيرة، إلا أن الصحف المرتبطة بصحافة التابلويد ليست غالبا ذات حجم تابلوي، كما لا تنخرط جميع الصحف ذات حجم التابلويد في الصحافة الصفراء.

## وصلات خارجية
- أنواع الصحف
- تعريف الصحيفة وأنواع الصحف